# イワン・ツルゲーネフ
イワン・セルゲーエヴィチ・ツルゲーネフ（ロシア語: Ивáн Серге́евич Турге́нев, ラテン文字転写: Ivan Sergeevich Turgenev, 1818年11月9日（ユリウス暦：10月28日） - 1883年9月3日（ユリウス暦：8月22日））は、フョードル・ドストエフスキー、レフ・トルストイと並んで、19世紀ロシア文学を代表する文豪である。ロシア帝国の貴族。
名前の表記は「ツルゲーネフ」の他、ロシア語の発音に近い「トゥルゲーネフ」という表記も用いられる。

## 概要
ロシア中部オリョールに、地主貴族の家庭の次男として生まれる。デカブリストの乱において「北方結社（露: Северное общество）」を設立したN.I.ツルゲーネフも同じ一族である。
15歳でモスクワ大学教育学部に入学、1年後、ペテルブルク大学哲学部に転じる。1838年から1841年までベルリン大学で哲学や古典語を学ぶ。1843年、内務省に職を得るが翌年に辞す。1842年、批評家・ベリンスキーに会い、以後、親交を続けた。1843年、叙事詩『パラーシャ』（露: Параша）を発表。その年、夫と子のあるオペラ歌手、ポーリーヌ・ガルシア=ヴィアルドに一目惚れし、彼女を追ってパリに移り住んだ。それ以後、西欧とロシアを往復する生活が終生続いた。
1847年から雑誌に発表された『猟人日記』（1852年）で、貧しい農奴の生活を描き、農奴制を批判したことで投獄される。この作品は農奴解放（1861年）に大きな役割を果たした。その後も、1854年の『ムムー』でも地主の下で使われる農奴たちの悲劇と精神の解放を描いている。
『余計者の日記』（1850年）や『ルージン』（1856年）では、高い理想と教養を持ちながらも現実に対しては無力ないわゆる「余計者」を描いた。その後も、政治社会的な問題を主題とした『貴族の巣』（1859年）『その前夜』（1860年）、ナロードニキ運動を描いた『処女地』（1877年）などを次々と発表し、社会論争を巻き起こした。理想主義的な父の世代と、唯物論的な子の世代の相克を描いた『父と子』（1862年）は、19世紀のロシア小説の最高傑作の一つに挙げられる。
自伝的な作品として『アーシャ』(1858年）(米川正夫訳の邦題は『片恋』)『初恋』（1860年）なども残している。晩年の小作品を集めた『散文詩』（1882年）などもある。
長く住んだパリで、西欧の作家、芸術家たちとの幅広い交友関係を築き、西欧へのロシア文学の紹介に大きな役割を果たした。1883年、パリ郊外のブージヴァルで没し、ペテルブルクでは国葬が営まれた。
日本ではいち早く二葉亭四迷によって翻訳され、特に国木田独歩や田山花袋らの自然主義に大きな影響を与えた。
ツルゲーネフはドストエフスキーの『悪霊』の登場人物のモデルの一人とされたという。本人は、革命家ネチャーエフの仲間であるかのように描かれたこと、またドストエフスキーが編集する雑誌に寄稿した『幻影』という小説が悪用されたことが不満であったといわれている。

## 主要作品
小説
- 『猟人日記』Записки охотника、1852年
- 『ルーヂン』Рудин、1857年
- 『貴族の巣』Дворянское гнездо Dvoryánskoye gnezdó、1859年
- 『初恋』Первая любовь、1860年
- 『その前夜』Накануне、1860年
- 『父と子』Отцы и дети、1862年
- 『煙』Дым、1867年
- 『春の水』Вешние воды、1872年
- 『処女地』、1877年
- 『散文詩』、1882年

## 関連文献
- アンリ・トロワイヤ　『トゥルゲーネフ伝』 市川裕見子訳（水声社、2010年 原著は1985年）
- 旭季彦（1991年）『ナロードニキ運動とその文学』、新読書社。ISBN 4788070146